# Luang Prabang
Luang Prabang ili Louangphrabang (lao: พระนครศรีอยุธยา), je glavni grad istoimene provincije u središtu sjevernog Laosa. Nalazi se 210 kilometara sjevernije od Vijentijana. Zbog njegovog položaja u planinama sačuvan je njegov tradicionalni izgled. Naime, Luang Prabang je bio kraljevska rezidencija i prijestolnica kraljevstva Lan Sang od 14. stoljeća do 1946. godine. Zbog toga je upisan na UNESCO-ov popis mjesta svjetske baštine u Aziji i Oceaniji 1995. god.

## Povijest
Povijest Luang Prabanga je neodvojiva od povijesti Laosa. Prema predaji, grad Muang Sua je osnovao vojskovođa Khun Lo 698. godine dok je kraljevstvo Nančao ratovalo na drugom mjestu. Nančao ga je okupirao 709. godine, a njihovi upravitelji su ga proširili do donjeg toka Mekonga. Lokalni tajlandski vladar i vazal Kmerskog Carstva, Xay Fong, je prihvaćen kao vladar 1070. godine i od tada je grad bio poznat kao Xieng Dong Xieng Thong i vazal tajlandskih kraljeva. Do 12. stoljeća mahajana budizam je zamijenio dotadašnji vladajući teravada budizam.
Političkim padom Kraljevine Sukotaj u sjevernom Tajlandu 1345. god., politički centar se premjestio u Ajutaju na jugu, a 1351. godine su sjeverne pokrajine istočno od Mekonga iskoristile za osamostaljenje. God. 1354., nastalo je kraljevstvo Lan Sang ("Zemlje milijun slonova" - aluzija na vojnu moć) kojim je vladao kraljević Fa Ngum iz Luang Prabanga. Kralj Setthathirath I. je premjestio glavni grad 1560. godine u Vientiane, koji je glavni grad Laosa i danas.
God. 1707., kraljvina Lan Sang se raspala i Luang Prabang je postao glavni grad nezavisnog Kraljevstva Luang Prabang. Kada je Francuska pripojila Laos, Francuzi su priznali Luang Prabang kao kraljevsku rezidenciju Laosa. Na posljetku, vladar Luang Prabanga je postao sinonim za figuru francuskog protektorata. Kada je Laos postigao neovisnost, kralj Luang Prabanga, Sisavang Vong, je postao je premijerom Kraljevstva Laos.
Tijekom Drugog svjetskog rata Japanci su okupirali grad, iako je ostao pod nominalnom kontrolom Višijske Francuske. Dana 9. ožujka 1945. god., Laos je proglasio neovisnost, a Luang Prabang je postao glavnim gradom. Nakon japanske predaje, pukovnik Hans Imfeld, povjerenik Francuske Republike, ušao je u Luang Prabang 25. kolovoza 1945. godine sa skupinom francusko-laoških gerilaca i dobio uvjeravanja od kralja kako je protektorat još uvijek na snazi.

## Znamenitosti
Luang Prabang je izvanredan primjer spajanja tradicionalne arhitekture s europskim kolonijalnim stilom u 19. i početkom 20. stoljeća. Njegova izvanredno sačuvana veduta predstavlja ključnu fazu u spajanju ove dvije potpuno različite kulturne tradicije. Političko i vjersko središte grada je na poluotoku rijeke Mekong koji je odvojen od zaleđa visokim kamenim zidom. Građevine su tradicionalno građene od drveta na kamenim osnovama, dok su kolonijalne građevine izgrađene od opeke i često imaju balkone i druge dekorativne elemente od drveta.
Hramovi i kraljevske rezidencije su nanizani s jedne strane avenije Pavie koja se pruža cijelim poluotokom, dok su s druge strane stambene kuće u tradicionalnom i kolonijalnom stilu. Samostani se sastoje od kultnih građevina (svetište, kapela, knjižnica, stupa i podij), stambenih zgrada i zgrada za posjetitelje (ćelija, refektoriji, itd.). Jednostavniji hramovi imaju tri broda i jedan trijem, dok unutra imaju pijedestal s likom Bude, propovjedaonicu, terasu i lampu. Većina je bogato ukrašena rezbarijama dok su zidne slike poprilično jednostavne. Kapele su jednostavni objekti za čuvanje slika i često su otvoreni.
Tradicionalne drvene kuće obično imaju dva jasno odijeljena prostora, privatne sobe i javne terase. Obično stoje na drvenim stupovima ispod kojih je prostor za rad ili sklonište za ljude ili životinje. Zidovi su od dasaka ili bambusa na drvenim okvirima, dok razvijenije kuće imaju zidove od opeke (koju su uveli Francuzi), ali tradicionalnog oblika.
Upravne zgrade se većinom nalaze na raskrižju avenije Pavie s ulicom Rue Gernier. One su uspješnije mješavine tradicionalne i kolonijalne arhitekture jer se na njima više koristili euroopski materijali i tehnike gradnje.
Najznamenitiji spomenici Luang Prabanga su:
- Kraljevska palača u Luang Prabangu je danas Narodni muzej gdje se može vidjeti Fa Bang Buda iz 1356. god. (zapravo kopija, original se čuva u sefu).
- Vat Mai, hram tipične arhitekture Luang Prabanga
- Vat Xieng Thong, iz 1560. god. je po mnogima najljepši hram u Laosu
- Vat Visoun, najstariji hram u gradu (iz oko 1450.), obnovljen 1898. god.

- Trijem hrama Vat Mai
- Kraljevska palača
- Hram Hav Kam u palači
- Vat Xieng Thong
- Hram Vat Mahathat sa stupom straga

## Vanjske poveznice
- Stranice grada  Arhivirana inačica izvorne stranice od 27. prosinca 2007. (Wayback Machine) (fr.)
- LuangprabangCity.com - vodič kroz grad  Arhivirana inačica izvorne stranice od 21. lipnja 2011. (Wayback Machine) (fr.) (engl.)

|  | Zajednički poslužitelj ima još gradiva o temi Luang Prabang |